# Liste des maires d'Ormesson-sur-Marne

## Liste des maires
| Période   | Période                   | Identité                                   | Étiquette            | Qualité |
| --------- | ------------------------- | ------------------------------------------ | -------------------- | --- |
| 1800      | 1813                      | Pierre Nicolas Desgrange                   |                      | |
| 1813      | 1830                      | Marie Henri Lefèvre d'Ormesson (1785-1858) |                      | Gendre du maréchal Grouchy |
| 1830      | 1831                      | Étienne Lefèvre d'Ormesson                 |                      | |
| 1831      | 1833                      | Alphonse Moreau                            |                      | |
| 1834      | 1860                      | Jean Vautier                               |                      | |
| 1860      | 1871                      | Jean-Baptiste Blerzy                       |                      | |
| 1871      | 1874                      | Jean Vautier                               |                      | |
| 1874      | 1881                      | Charles Alexandre Masson-Joly              |                      | |
| 1881      | 1896                      | Louis Henri Wallet                         |                      | |
| 1896      | 1919                      | Albert Jules Maréchal                      |                      | |
| 1919      | 1925                      | Wladimir Le Fèvre d'Ormesson               |                      | Écrivain, journaliste et diplomate |
| 1926      | 1927                      | Émile Toussaint Garnier                    |                      | |
| 1927      | 1934                      | Marcel Borrel                              |                      | |
| 1934      | 1939                      | Louis Albert Gauthier (1887-1972)          | PCF                  | Ouvrier ciseleur Conseiller général de Boissy-Saint-Léger (1937 → 1940) Suspendu en novembre 1939, déchu de son mandat le 10 février 1940 |
| 1939      | 1940                      | Urbain Sébastien Rigal                     |                      | |
| 1940      | 1944                      | Isidore Dejean                             |                      | |
| 1944      | 1944                      | Ernest Bossu                               |                      | |
| 1944      | 1947                      | Louis Albert Gauthier (1887-1972)          | PCF                  | Ouvrier ciseleur Conseiller général de Boissy-Saint-Léger (1937 → 1940 et 1945 → 1949) |
| 1947      | 1998                      | Olivier d'Ormesson                         | CNI puis FN puis CNI | Agriculteur Député européen (1979 → 1987) Député de la Seine puis du Val-de-Marne (1958 → 1962 et 1986) Conseiller général de Boissy-Saint-Léger (1955 → 1964) Conseiller général de Chennevières (1970 → 1976 et 1978 → 1985) Conseiller général d'Ormesson-sur-Marne (1985 → 1999) Démissionnaire |
| 1998      | 2014,                     | Guy Le Dœuff                               | RPR puis UMP         | Ingénieur retraité Conseiller général d'Ormesson-sur-Marne (1999 → 2015) Vice-président de la CA Haut Val-de-Marne (? → 2014) |
| mars 2014 | En cours (au 26 mai 2020) | Marie-Christine Ségui (1956- )             | UMP → LR             | Chef de cabinet à la mairie de Villiers-sur-Marne Conseillère départementale de Saint-Maur-des-Fossés-2 (2015 → ) Vice-présidente de la CA Haut Val-de-Marne (2014 → 2015) Vice-présidente de l'EPT Grand Paris Sud Est Avenir (2016 → )                                                            |

## Pour approfondir